# Китицын, Михаил Александрович
Михаи́л Алекса́ндрович Китицын (17 [29] сентября 1885, Чернигов — 22 августа 1960, Маунт-Дора, Флорида) — русский офицер-подводник, капитан 1-го ранга (1917). Первый по количеству побед и второй по потопленному тоннажу подводник Российского Императорского флота: в годы Первой мировой войны воевал на Чёрном море и одержал 36 побед, потопив суда общей валовой вместимостью 8973 брутто-регистровых тонны.

## Биография
Родился 17 сентября 1885 года в Чернигове. Отец его, А. А. Китицын, был товарищем прокурора в Черниговском окружном суде. В 1902 году поступил в Морской кадетский корпус, через три года окончил его по экзамену с производством в мичманы.
Спустя некоторое время после Цусимского сражения отправлен на Дальний Восток, на Амурскую речную флотилию. Некоторое время плавал на номерных миноносцах во Владивосток и вскоре попал на крейсер «Алмаз». После заключения мира с Японией крейсер направился в Сайгон для пополнения некомплекта офицеров и команды на стоящих там русских кораблях. Китицын был 21 ноября 1905 года вместе с 5 офицерами и 38 матросами переведён на крейсер «Олег». Крейсер прибыл в Балтийское море в апреле 1906 года.
Летом 1906 года Китицын плавал на учебном крейсере II ранга «Крейсер» с учениками строевыми квартирмейстерами, а осенью был назначен на минную дивизию и находился в Царской охране в бухте Штандарт. В 1907 году ходил на эскадренных миноносцах.
В 1908 году Китицын получил назначение на транспорт «Бакан» и отправился на этом судне в Северный Ледовитый океан для охраны там русских промыслов. «Бакан» вернулся в Либаву в ноябре 1909 года.
В 1909 году Китицын поступил в Офицерский класс подводного плавания, по окончании которого был переведён на Черноморский флот, получив чин лейтенанта и командование подводной лодкой «Судак». Затем в качестве вахтенного начальника до 1 августа 1913 года служил на канонерской лодке «Уралец», находившейся в качестве стационера в Пирее. Вернувшись на Чёрное море, Михаил Александрович сдал экзамен и был зачислен в число слушателей Николаевской морской академии, обучение в которой ему не удалось завершить из-за начавшейся войны.

### Первая мировая война
В начале Первой мировой войны Китицын служил на сухопутном фронте, принимал участие в обороне Ивангородской крепости, за что был награждён орденом св. Анны 4-й степени с надписью «За храбрость». После войны вернулся на Черноморский флот. В подводном флоте М. А. Китицын с 1909 года, когда был назначен старшим флаг-офицером начальника штаба Бригады подводных лодок.
С 27 сентября 1915 по 2 сентября 1917 года — командир подводной лодки «Тюлень» и вскоре произведён в капитаны 2-го ранга. На подводной лодке провёл ряд успешных операций (например, потопление австрийского транспорта «Дубровник» 19 марта 1916 года; в июле того же года — разведка в Варненской бухте), за бой с пароходом «Родосто» и его захват награждён в 1916 году Георгиевским оружием. Признан одним из самых результативных подводников Российского Императорского флота: одержал 36 побед, потопив суда общей валовой вместимостью 8973 брутто-регистровых тонны. По этому показателю находился на втором месте в русском флоте, (первым был моряк-балтиец И. В. Мессер, потопивший и захвативший корабли общим водоизмещением около 16 000 тн). За отличную службу Китицын был отмечен мечами и бантом к ордену св. Анны 3-й степени; орденом св. Станислава 2-й степени с мечами; орденом св. Георгия 4-й степени; орденом св. Владимира 4-й степени, а также досрочным производством в чины старшего лейтенанта и капитана 2-го ранга «за отличие в делах против неприятеля».

### Революция и гражданская война
В начале 1917 года, после производства капитан 1-го ранга, Китицын получил назначение на должность командира одной из рот Отдельных гардемаринских классов, отправленной для практических занятий на Дальний Восток. По прибытии во Владивосток Михаил Александрович был назначен командиром новосозданного Учебного отряда Сибирской флотилии (вспомогательный крейсер «Орёл», миноносцы «Бойкий» и «Грозный»).
Октябрьская революция застала М. А. Китицына в учебном плавании с гардемаринами на крейсере «Орёл» в Нагасаки. Между командой и гардемаринами начали возникать конфликты, а кораблю было приказано вернуться во Владивосток. Из-за возникших на судне беспорядков капитан 1-го ранга Китицын принял решение попросить помощи у союзников и следовать с отрядом в Гонконг. В этом порту на берег сошли все революционно настроенные члены экипажа (20 гардемаринов и все матросы), а судно перешло в подчинение белого командования. В Японии Китицын был списан с «Орла» приказом нового командующего отрядом. В начале 1919 года Китицын во Владивостоке по собственной инициативе создаёт Морскую роту (на базе открытого Морского училища) из бывших гардемарин и новых кадетов. Отряд принял участие в неудачном десанте в районе села Владимиро-Александровское в Приморском крае. Во время высадки были смертельно ранены заместитель и ординарец Китицына, а сам начальник роты едва избежал гибели.
После падения власти адмирала А. В. Колчака, Морское училище эвакуировали на вспомогательном крейсере «Орёл» и посыльном судне «Якут». В Сингапуре 11 апреля 1920 года был произведён первый выпуск 119 человек в корабельные гардемарины. Этот выпуск получил неофициальное название «китицынского».
По приходе в Средиземное море «Орёл» был передан Добровольному флоту в Дубровнике, а Китицын на «Якуте» совершил в 1920 году переход в Севастополь, куда прибыл 27 октября 1920 года. Уже 10 ноября последовал приказ об оставлении Крыма в виду безнадёжности обороны. Командир и экипаж «Якута» приняли деятельное участие в эвакуации белых частей из Севастополя, откуда корабль совершил самостоятельный переход в Бизерту. В 1921—1922 годах Китицын служил там в Морском корпусе.

### В эмиграции
В 1922 году, оставив службу, Михаил Александрович переехал в Нью-Йорк, где принял активное участие в создании и деятельности первых объединений моряков за границей. Был выбран первым председателем образовавшегося в Нью-Йорке Общества бывших русских морских офицеров в Америке, пробыв на этой должности до 1925 года. Впоследствии Китицын был избран почётным членом этого Общества.
Работал помощником инженера на строительстве тоннеля в Нью-Йорке. В 1930 году женился на Mrs. Claire Redeker. Потеряв работу во время Великой Депрессии, три года работал в Колумбии. Вернувшись в Нью-Йорк и получив обратно место инженера на муниципальной службе, работал по постройке дамбы в горах неподалёку от Нью-Йорка.
Во время Второй мировой войны работал топографическим инженером в US Naval Mine Depot Yorktown. После окончания войны перевёлся в United States Bureau of Reclamation, занимающееся орошением земель, 7 лет работал на Columbia Basin Project. В 1956 году вышел в отставку.
В последние годы жил с женой во Флориде в городке Маунт-Дора. Скончался в 1960 году в штате Флорида.